# 14.5×114mm
14.5×114mm彈是蘇聯於1939年開發的重機槍及反坦克步槍子彈，原本用於PTRD-41及PTRS-41，後來亦成為KPV重機槍的彈藥，威力比12.7×108mm還要大上不少，時至今日仍然是俄羅斯、前蘇聯成員國及其他採用蘇式武器國家（中國、越南等）的重火力與步兵戰車的主要彈種之一。
14.5 x 114mm彈主要弹种有穿甲燃烧弹（API，另有一种碳化钨弹芯彈）及燃烧曳光弹（主要用于目标指示），初速1000米／秒左右，后坐力强劲，威力足以在100米处击穿35毫米钢板（碳化钨弹芯彈更强），可以对付二战初期各种坦克，后来主要用于对付敌军轻型装甲车辆。